# Pusey
Pusey ist eine Gemeinde im französischen Département Haute-Saône in der Region Bourgogne-Franche-Comté. Sie gehört zum Agglomerationsraum Vesoul.

## Geographie
Pusey liegt auf einer Höhe von 231 m über dem Meeresspiegel, etwa fünf Kilometer nordwestlich der Stadt Vesoul (Luftlinie). Das Dorf erstreckt sich im zentralen Teil des Departements, im Becken von Vesoul, nördlich der breiten Talebene des Durgeon.
Die Fläche des 8,18 km² großen Gemeindegebiets umfasst einen Abschnitt im Bereich des Beckens von Vesoul. Die südliche Grenze verläuft inmitten der Alluvialebene des Durgeon, der für die Entwässerung nach Westen zur Saône sorgt. Die Ebene liegt durchschnittlich auf 215 m und weist eine Breite von rund vier Kilometern auf. Von der Talebene erstreckt sich das Gemeindeareal nordwärts auf das angrenzende Plateau, das durch die Niederung des Ruisseau de la Vaugine untergliedert wird. Mit 266 m wird im Nordwesten die höchste Erhebung von Pusey erreicht. In geologisch-tektonischer Hinsicht besteht das Gelände aus einer Wechsellagerung von sandig-mergeligen und kalkigen Sedimenten der unteren Jurazeit.
Nachbargemeinden von Pusey sind Charmoille und Pusy-et-Épenoux im Norden, Vesoul im Osten, Vaivre-et-Montoille im Süden sowie Grattery im Westen.

## Geschichte
Im Mittelalter gehörte Pusey zur Freigrafschaft Burgund und darin zum Gebiet des Bailliage d’Amont. Die lokale Herrschaft hatten zunächst der Vicomte von Vesoul, später die Herren von Faucogney inne. Im weiteren Verlauf ging Pusey in den Besitz der Herrschaft Port-sur-Saône über und war von 1570 bis 1770 den Bauffremont unterstellt. Zusammen mit der Franche-Comté gelangte das Dorf mit dem Frieden von Nimwegen 1678 definitiv an Frankreich. Im 18. und 19. Jahrhundert war der Ort für seine Pferdezucht bekannt. Heute ist Pusey Mitglied des 19 Ortschaften umfassenden Gemeindeverbandes Communauté de communes de l’agglomération de Vesoul.

## Sehenswürdigkeiten
|  |  |

Die Dorfkirche Saint-Maurice in Pusey wurde 1688 neu erbaut. Vom mittelalterlichen Vorgängerbau aus dem 11. Jahrhundert sind nur noch spärliche Reste sichtbar. Sie besitzt ein Gemälde von Gustave Courtois, ein Holzkruzifix (18. Jahrhundert) und eine Hochaltar aus Porphyr. Der Ortskern ist geprägt durch verschiedene Häuser aus dem 18. und 19. Jahrhundert, die den charakteristischen Stil der Haute-Saône zeigen.

## Bevölkerung
| Jahr                       | 1962 | 1968 | 1975 | 1982 | 1990 | 1999 | 2006 |
| Einwohner                  | 376  | 364  | 519  | 826  | 912  | 1106 | 1392 |
| Quellen: Cassini und INSEE |      |      |      |      |      |      |      |

Mit 1437 Einwohnern (1. Januar 2022) gehört Pusey zu den mittelgroßen Gemeinden des Département Haute-Saône. Nachdem die Einwohnerzahl in der ersten Hälfte des 20. Jahrhunderts abgenommen hatte (1896 wurden noch 507 Personen gezählt), wurde seit Beginn der 1970er Jahre wieder ein kräftiges Bevölkerungswachstum verzeichnet. Seither hat sich die Einwohnerzahl mehr als verdreifacht.

## Wirtschaft und Infrastruktur
Pusey war bis ins 20. Jahrhundert hinein ein vorwiegend durch die Landwirtschaft (Ackerbau, Obstbau und Viehzucht) geprägtes Dorf. Seit den 1970er Jahren haben sich entlang der Hauptverkehrswege vermehrt Gewerbe- und Industriebetriebe niedergelassen. Es gibt zahlreiche Unternehmen der Branchen Feinmechanik, Metallverarbeitung, Baugewerbe sowie verschiedene Betriebe des Einzelhandels. Mittlerweile hat sich das Dorf auch zu einer Wohngemeinde gewandelt. Viele Erwerbstätige sind deshalb Wegpendler, die in den anderen Ortschaften der Agglomeration Vesoul ihrer Arbeit nachgehen.
Die Ortschaft ist verkehrstechnisch gut erschlossen. Sie ist an das überregionale Straßennetz mit den Hauptstraßen N19 (Belfort – Vesoul – Langres) und N57 (Vesoul – Besançon) angebunden. Die N19 ist im Bereich von Pusey vierspurig ausgebaut und entlastet den Dorfkern vom Durchgangsverkehr. Weitere Straßenverbindungen bestehen mit Vaivre-et-Montoille und Pusy. Pusey ist durch eine Buslinie mit der Stadt Vesoul verbunden.

## Persönlichkeiten
- Edward Bouverie Pusey (1800–1882), Theologe
- Gustave Courtois (1852–1923), Maler